# Straß im Straßertale
Pour les articles homonymes, voir Strass (homonymie).
Straß im Straßertale est une commune autrichienne du district de Krems en Basse-Autriche.

## Géographie

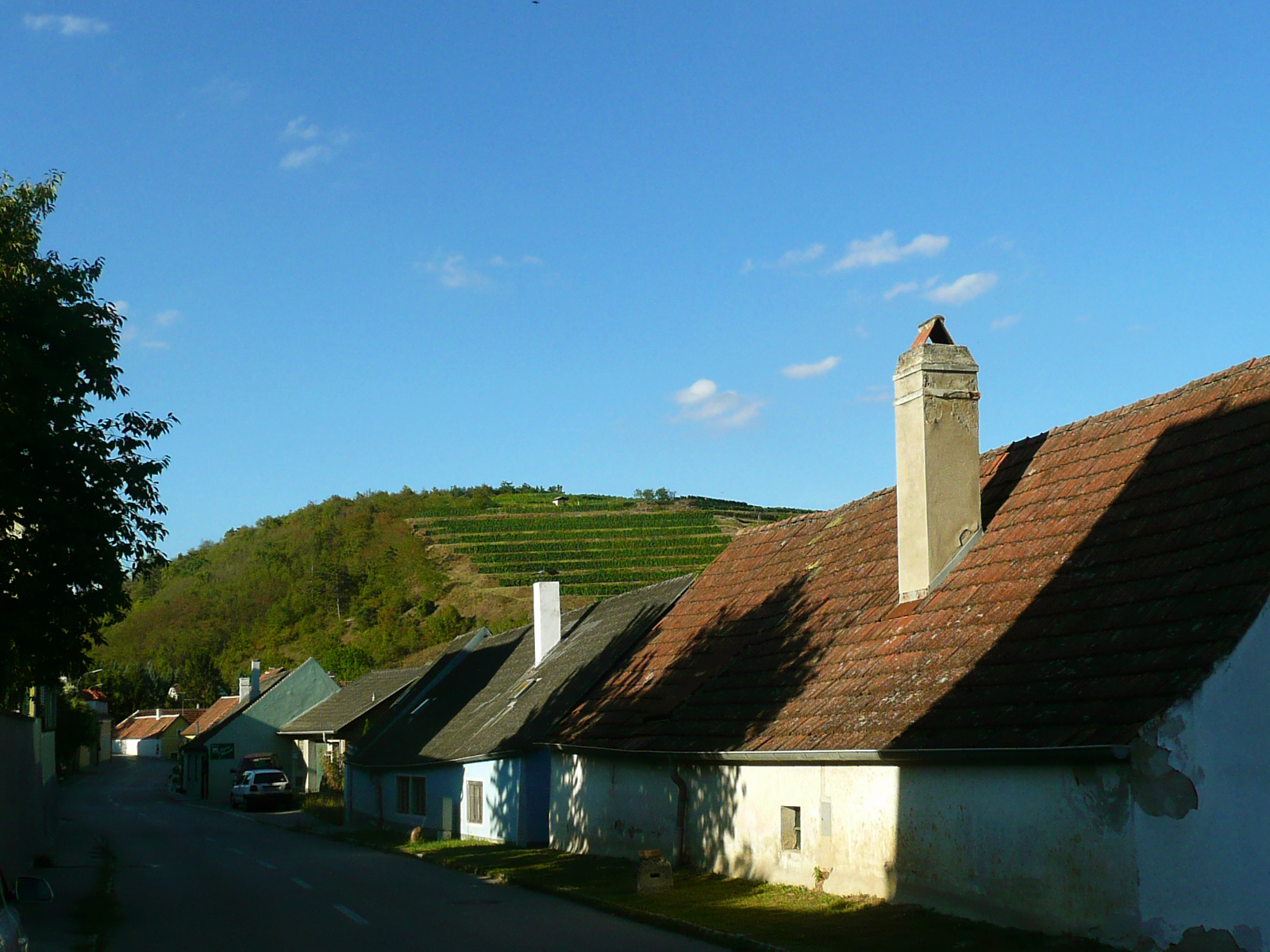
Rue aux maisons basses et vignobles